# Empiricism (musikalbum)
Empiricism är det norska black metal-bandet Borknagars femte studioalbum. Albumet utgavs 2001 av skivbolaget Century Media Records.

## Låtlista
1. "The Genuine Pulse" (Øystein G. Brun) – 4:51
2. "Gods of My World" (Øystein G. Brun) – 4:25
3. "The Black Canvas" (Lars A. Nedland/Øystein G. Brun) – 5:18
4. "Matter & Motion" (Lars A. Nedland) – 2:30
5. "Soul Sphere" (Øystein G. Brun) – 6:40
6. "Inherit the Earth" (Asgeir Mickelson/Øystein G. Brun) – 5:29
7. "The Stellar Dome" (Øystein G. Brun) – 5:36
8. "Four Element Synchronicity" (Vintersorg/Øystein G. Brun) – 5:51
9. "Liberated" (Lars A. Nedland/Øystein G. Brun) – 4:51
10. "The View of Everlast" (Tyr/Øystein G. Brun) – 4:28

## Medverkande
Musiker (Borknagar-medlemmar)
- Vintersorg (Andreas Hedlund) – sång
- Øystein Garnes Brun – gitarr
- Jens F. Ryland – gitarr
- Asgeir Mickelson – trummor, percussion
- Lars A. Nedland – keyboard, piano, bakgrundssång
- Tyr (Jan Erik Torgersen aka Tiwaz) – basgitarr

Produktion
- Borknagar  – producent
- Børge Finstad – producent, ljudtekniker, ljudmix
- Ola Johansen – mastring
- Asgeir Mickelson – omslagsdesign, omslagskonst, foto
- Christophe Szpajdel – logo
- Alf Børjesson – foto

### Fotnoter
1. ↑  Empiricism på discogs.com